# Liste der Bischöfe von Alife
Die folgenden Personen waren Bischöfe von Alife (Italien) bzw. (seit 1986) von Alife-Caiazzo:
- Severus (392)
- Clarus (499)
- Paulus (969–970)
- Vitus (985)
- Arechis (1059)
- Goffredo (Gosfridus) (1097–1098)
- Robert (1098–1139)
- Peter (1143–1148)
- Balduinus (1179–1198)
- Landulfus
- ? (1217–1239)
- Alferio (1252–1254)
- Romano (1254–1292)
- Pietro (1305)
- Filippo (1308–1310)
- Nicola
- Tommaso delle Fonti (Thomas de Fontibus) (1346–1348)
- Bertrandus (1348–1350)
- Andreas
- Guglielmo (1361–1389)
- Giovanni Alferio (Johannes Alferius oder De Alferiis) (1389–1412)
- Angelo Sanfelice (1413–1454)
- Antonio Moretta (1458–1482)
- Giovanni Bartoli (Johannes Bartholomaeus Bartoli) (1482–1486)
- Juan de Zefra (Johannes de Zefra) (1486–1504)
- Angelo Sarro di Oliveto (1504–1529)
- Bernardino Fumarelli (1532–1533)
- Miguel Torcella (Michele de Torelli) (1532–1541) (auch Bischof von Anagni)
- Ippolito de Marsiliis (1541–1546)
- Sebastiano Pighino (1546–1548)
- Filippo Serragli (1548–1557)
- Antonio Agustín (1557–1561) (auch Bischof von Lleida)
- Diego Gilberto Nogueras (1561–1566)
- Angelo Rossi (1567)
- Giovanni Battista Santoro (1568–1586)
- Enrico Cini (1586–1598)
- Modesto Gavazzi (Modestus Gavazzi) (1598–1608)
- Valerio Seta (1608–1624)
- Girolamo Zambeccari (1625–1633)
- Gian Michele de Rossi (Johannes Michal de Rubeis) (1633–1638)
- Pier Paolo de Medici (Petrus Paulus Medices) (1639–1656)
- Enrico Borghi (Februar bis November 1658)
- Sebastiano Dossena (1659–1662)
- Domenico Caracciolo (1664–1673)
- Giuseppe de Lazzara (1676–1702)
- Angelo Maria Porfiri (Porfirius) (1703–1730)
- Gaetano Iovone (1730–1733)
- Pietro Abbondio Battiloro (Petrus Abundus) (1733–1735)
- Egidio Antonio Isabelli (1735–1752)
- Carlo Rosati (1752–1753)
- Innocenzo Sanseverino (1753–1762)
- Filippo Sanseverino (1762–1769)
- Francesco Ferdinando Sanseverino (1770–1775)
- Emilio Gentile (1776–1822)
- Raffaele Longobardi (1822–1823)
- Giovanni Battista de Martino di Pietradoro (1824–1826)
- Carlo Puoti (1826–1848)
- Gennaro di Giacomo (1848–1874)
- Luigi Barbato Pasca di Magliano (1875–1879)
- Girolamo Volpe (1880–1885)
- Antonio Scotti (1886–1898)
- Settimio Caracciolo di Torchiarolo (1898–1911) (auch Bischof von Aversa)
- Felice Del Sordo (1911–1928)
- Luigi Noviello (1930–1947)
- Giuseppe Della Cioppa (1947–1953)
- Virginio Dondeo (1953–1961) (auch Bischof von Orvieto)
- Raffaele Pellecchia (1961–1967)
- Angelo Campagne (1978–1990)
- Nicola Comparone (1990–1998)
- Pietro Farina (1999–2009)
- Valentino Di Cerbo (2010–2019)
- Giacomo Cirulli (seit 2021)